# Runaway (telessérie)
Runaway é uma série de televisão dramática americana transmitida pelo canal The CW desde 25 de setembro de 2006. A série foi criada por Darren Star e foi produzida e distribuída pela Sony Pictures Television. É juntamente com a série The Game, a única a não ser herdada pelas duas antigas redes de televisão, o The WB e o UPN, para o início da temporada televisiva. A série também foi transmitida no Global Television Network no Canadá.
A série estreou em Portugal na SIC, no dia 11 de Outubro de 2010; no Brasil a série foi exibida na madrugadas da Rede Globo.
O show foi cancelado depois de quatro semanas de exibição, com três episódios não exibidos, por falta de audiência e se tornou o primeiro show cancelado do novo canal.

## Sinopse
Runaway revela as crónicas da vida dos Raders, uma família normal norte americana que muda-se para Bridgewater, Iowa. Apesar de parecerem perfeitos, os Raders são também a família com um segredo que os faz fugir da lei. Isto porque Paul Rader, o patriarca da família foi acusado de um crime que não cometeu. Mas há outra razão para tentar juntar a família: eles estão também a ser procurados pelo verdadeiro assassíno. Essas duas razões são o suficiente para que Paul procure as provas que o libertarão e que acabem com este pesadelo em que ele se encontra.

## Elenco
- Donnie Wahlberg como Paul Rader
- Dustin Milligan como Henry
- Karen Leblanc como Angela
- Leslie Hope como Lily
- Nathan Gamble como Tommy
- Sarah Ramos como Hannah
- Susan Floyd como Gina

## Episódios

### Temporada 1 (2006)
1. "Pilot" 25 de Setembro de 2006

2. "Identity Crisis" 2 de Outubro de 2006

3. "Mr. Rader Goes to Washington" 9 de Outubro de 2006

4. "Homecoming" não exibido

5. "Father Figure" não exibido

6. "Liar, Liar" não exibido

7. "Turn, Turn, Turn" não exibido

8. "There's No Place Like Home" não exibido

9. "End Game" não exibido

## Recepção
Runaway teve recepção mista por parte da crítica especializada. Com base de 25 avaliações profissionais, alcançou uma pontuação de 53% no Metacritic.